# Aldo D'Alessio
Aldo D'Alessio (Roma, 10 marzo 1928 – Roma, 5 marzo 2015) è stato un politico italiano.

## Biografia
Esponente del Partito Comunista Italiano, attivo nella federazione provinciale di Latina. Viene eletto alla Camera dei Deputati per la prima volta nel 1963, confermando il proprio seggio anche alle elezioni del 1968, del 1972 e del 1976; conclude il proprio mandato parlamentare nel 1979. 
Muore il 5 marzo del 2015, cinque giorni prima di compiere 87 anni.